# Love Is a Crime
Love Is a Crime este un cântec înregistrat de Anastacia, care face parte de pe coloana sonoră a filmului Chicago. A fost lansat un videoclip pentru piesă dar single-uri nu au fost lansate niciodată la nivel mondial, promovarea fiind imposibilă datorită luptei cântăreței cu cancerul la sân. Deși nu a fost lansat niciodată oficial, piesa a atins locul 1 în Taiwan, în clasamentele Dance din SUA și în clasamentul Dance mondial.

## Formate și Track Listing-uri
US Promo Double 12" Vinyl
1. "Love Is a Crime" [Thunderpuss Club Mix]
2. "Love Is a Crime" [Thunderpuss Dub Mix]
3. "Love Is a Crime" [Thunderpuss Tribeapella]
4. "Love Is a Crime" [Cotto's Doin' The Crime Mix]
5. "Love Is a Crime" [Cotto's Luv Is A Dub]
6. "Love Is a Crime" [Album Version]

US Promo 12" Vinyl
1. "Love Is a Crime" [Cotto's Doin' The Crime Mix]
2. "Love Is a Crime" [Cotto's Luv Is A Dub]
3. "Love Is a Crime" [Thunderpuss Tribeapella]

US Promo 12" Vinyl (Thunderpuss Mixes)
1. "Love Is a Crime" [Thunderpuss Club Mix] - 8:45
2. "Love Is a Crime" [Thunderpuss Dub Mix] - 8:49

## Clasamente
| Clasament                         | Poziția maximă |
| --------------------------------- | -------------- |
| Taiwan Singles Chart              | 1              |
| World Dance/Trance Top 30 Singles | 1              |
| U.S. Hot Dance Music/Club Play    | 1              |